# ATP World Tour 2015
Okruh ATP World Tour 2015 představoval 46. ročník nejvyšší úrovně mužského profesionálního tenisu, hraný v roce 2015. Sezóna trvající od 5. ledna do 29. listopadu 2015 zahrnovala 66 turnajů, až na výjimky, organizované Asociací profesionálních tenistů (ATP).
Okruh čítal čtyři turnaje Grand Slamu – pořádané Mezinárodní tenisovou federací (ITF), devět události kategorie ATP World Tour Masters 1000, třináct ATP World Tour 500, čtyřicet ATP World Tour 250 a závěrečný Turnaj mistrů. Vedle toho byly součástí kalendáře týmové soutěže pořádané ITF – Davisův pohár a Hopmanův pohár, z něhož hráči nezískali do žebříčku žádné body.
Jako světová jednička dvouhry vstoupil do sezóny Srb Novak Djoković a čelo po všechny týdny kalendářního roku neopustil. Sezóna pro něj představovala nejlepší rok dosavadní kariéry a znamenala jednu z nejlepších sezón otevřené éry. Od čistého grandslamu Srba dělil jediný vítězný zápas, když nezvládl finále na Roland Garros proti Wawrinkovi. Jako první hráč open éry vyhrál popáté Australian Open a jako první dosáhl na šest trofejí ze série Masters. Vytvořil rekord tenisové historie šňůrou patnácti finálových účastí v řadě, z nichž proměnil jedenáct v titul. Na odměnách si připsal rekordních 21 592 125 dolarů, čímž se stal prvním tenistou s více než 20milionovým výdělkem. Během roku vyhrál osmdesát dva zápasů a šestkrát odešel poražen. Dalším zápisem do rekordních statistik bylo třicet jedna vítězných zápasů nad soupeři z elitní světové desítky, nejvyšší počet 16 785 bodů na žebříčku ATP od jeho zavedení v roce 1973 i největší bodový rozdíl před druhým v pořadí.
Světové klasifikaci čtyřhry pak v úvodu vévodili američtí bratři Bob a Mike Bryanovi, které v listopadu vystřídal Brazilec Marcelo Melo. Poprvé v kariéře tak zakončil sezónu na postu deblové světové jedničky.
Ženskou obdobu mužského okruhu představoval WTA Tour 2015.

## Chronologický přehled turnajů
Legenda
Tabulky měsíců uvádí vítěze a finalisty dvouhry i čtyřhry a dále pak semifinalisty a čtvrtfinalisty dvouhry. Zápis –S/–Q/–D/–X uvádí počet hráčů dvouhry/hráčů kvalifikace dvouhry/párů čtyřhry/párů mixu. (ZS) – základní skupina.
| Grand Slam                  |
| ATP World Tour Finals       |
| ATP World Tour Masters 1000 |
| ATP World Tour 500          |
| ATP World Tour 250          |
| Týmové soutěže              |

### Leden
| Týden od            | Turnaj | Vítězové                                    | Finalisté                            | Semifinalisté                                                            | Čtvrtfinalisté                                                           |
| ------------------- | --- | ------------------------------------------- | ------------------------------------ | ------------------------------------------------------------------------ | ------------------------------------------------------------------------ |
| 5. ledna            | Hopman Cup Perth, Austrálie Týmová soutěž 1 000 000 A$ – tvrdý (h) – 8 týmů (ZS)                                 | Polsko 2–1                                  | Spojené státy                        | Skupina A Kanada Česko Itálie Skupina B Austrálie Francie Velká Británie | Skupina A Kanada Česko Itálie Skupina B Austrálie Francie Velká Británie |
| 5. ledna            | Qatar ExxonMobil Open Dauhá, Katar ATP World Tour 250 $1 221 320 – tvrdý – 32S/32Q/16D dvouhra • čtyřhra         | David Ferrer 6–4, 7–5                       | Tomáš Berdych                        | Ivo Karlović Andreas Seppi                                               | Novak Djoković Dustin Brown Richard Gasquet Ivan Dodig                   |
| 5. ledna            | Qatar ExxonMobil Open Dauhá, Katar ATP World Tour 250 $1 221 320 – tvrdý – 32S/32Q/16D dvouhra • čtyřhra         | Juan Mónaco Rafael Nadal 6–3, 6–4           | Julian Knowle Philipp Oswald         | Ivo Karlović Andreas Seppi                                               | Novak Djoković Dustin Brown Richard Gasquet Ivan Dodig                   |
| 5. ledna            | Brisbane International Brisbane, Austrálie ATP World Tour 250 $494 310 – tvrdý – 28S/32Q/16D dvouhra • čtyřhra   | Roger Federer 6–4, 6–7(2–7), 6–4            | Milos Raonic                         | Grigor Dimitrov Kei Nišikori                                             | James Duckworth Martin Kližan Samuel Groth Bernard Tomic                 |
| 5. ledna            | Brisbane International Brisbane, Austrálie ATP World Tour 250 $494 310 – tvrdý – 28S/32Q/16D dvouhra • čtyřhra   | Jamie Murray John Peers 6–3, 7–6(7–4)       | Alexandr Dolgopolov Kei Nišikori     | Grigor Dimitrov Kei Nišikori                                             | James Duckworth Martin Kližan Samuel Groth Bernard Tomic                 |
| 5. ledna            | Aircel Chennai Open Sydney, Austrálie ATP World Tour 250 $458 400 – tvrdý – 28S/32Q/16D dvouhra • čtyřhra        | Stan Wawrinka 6–3, 6–4                      | Aljaž Bedene                         | David Goffin Roberto Bautista Agut                                       | Gilles Müller Andreas Haider-Maurer Lu Jan-sun Guillermo García-López    |
| 5. ledna            | Aircel Chennai Open Sydney, Austrálie ATP World Tour 250 $458 400 – tvrdý – 28S/32Q/16D dvouhra • čtyřhra        | Lu Jan-sun Jonathan Marray 6–3, 7–6(7–4)    | Raven Klaasen Leander Paes           | David Goffin Roberto Bautista Agut                                       | Gilles Müller Andreas Haider-Maurer Lu Jan-sun Guillermo García-López    |
| 12. ledna           | Apia International Sydney Sydney, Austrálie ATP World Tour 250 494 310 $ – tvrdý – 28S/32Q/16D dvouhra • čtyřhra | Viktor Troicki 6–2, 6–3                     | Michail Kukuškin                     | Leonardo Mayer Gilles Müller                                             | Juan Martín del Potro Julien Benneteau Bernard Tomic Simone Bolelli      |
| 12. ledna           | Apia International Sydney Sydney, Austrálie ATP World Tour 250 494 310 $ – tvrdý – 28S/32Q/16D dvouhra • čtyřhra | Rohan Bopanna Daniel Nestor 6–4, 7–6(7–5)   | Jean-Julien Rojer Horia Tecău        | Leonardo Mayer Gilles Müller                                             | Juan Martín del Potro Julien Benneteau Bernard Tomic Simone Bolelli      |
| 12. ledna           | Heineken Open Auckland, Nový Zéland ATP World Tour 250 519 395 $ – tvrdý – 28S/32Q/16D dvouhra • čtyřhra         | Jiří Veselý 6–3, 6–2                        | Adrian Mannarino                     | Lucas Pouille Kevin Anderson                                             | Albert Ramos Alejandro Falla Steve Johnson Donald Young                  |
| 12. ledna           | Heineken Open Auckland, Nový Zéland ATP World Tour 250 519 395 $ – tvrdý – 28S/32Q/16D dvouhra • čtyřhra         | Raven Klaasen Leander Paes 7–6(7–1), 6–4    | Dominic Inglot Florin Mergea         | Lucas Pouille Kevin Anderson                                             | Albert Ramos Alejandro Falla Steve Johnson Donald Young                  |
| 19. ledna 26. ledna | Australian Open Melbourne, Austrálie Grand Slam 12 122 762 $ – tvrdý – 128S/128Q/64D/32X dvouhra • čtyřhra • mix | Novak Djoković 7–6(7–5), 6–7(4–7), 6–3, 6–0 | Andy Murray                          | Stan Wawrinka Tomáš Berdych                                              | Milos Raonic Kei Nišikori Rafael Nadal Nick Kyrgios                      |
| 19. ledna 26. ledna | Australian Open Melbourne, Austrálie Grand Slam 12 122 762 $ – tvrdý – 128S/128Q/64D/32X dvouhra • čtyřhra • mix | Simone Bolelli Fabio Fognini 6–4, 6–4       | Pierre-Hugues Herbert Nicolas Mahut  | Stan Wawrinka Tomáš Berdych                                              | Milos Raonic Kei Nišikori Rafael Nadal Nick Kyrgios                      |
| 19. ledna 26. ledna | Australian Open Melbourne, Austrálie Grand Slam 12 122 762 $ – tvrdý – 128S/128Q/64D/32X dvouhra • čtyřhra • mix | Martina Hingisová Leander Paes 6–4, 6–3     | Kristina Mladenovicová Daniel Nestor | Stan Wawrinka Tomáš Berdych                                              | Milos Raonic Kei Nišikori Rafael Nadal Nick Kyrgios                      |

### Únor
| Týden od  | Turnaj | Vítězové                                                    | Finalisté                             | Semifinalisté                            | Čtvrtfinalisté                                                |
| --------- | --- | ----------------------------------------------------------- | ------------------------------------- | ---------------------------------------- | ------------------------------------------------------------- |
| 2. února  | Open Sud de France Montpellier, Francie ATP World Tour 250 494 310 € – tvrdý (h) – 28S/32Q/16D dvouhra • čtyřhra                 | Richard Gasquet 3–0skreč                                    | Jerzy Janowicz                        | Gaël Monfils João Sousa                  | Steve Darcis Denis Istomin Philipp Kohlschreiber Gilles Simon |
| 2. února  | Open Sud de France Montpellier, Francie ATP World Tour 250 494 310 € – tvrdý (h) – 28S/32Q/16D dvouhra • čtyřhra                 | Marcus Daniell Artem Sitak 3–6, 6–4, [16–14]                | Dominic Inglot Florin Mergea          | Gaël Monfils João Sousa                  | Steve Darcis Denis Istomin Philipp Kohlschreiber Gilles Simon |
| 2. února  | PBZ Zagreb Indoors Záhřeb, Chorvatsko ATP World Tour 250 494 310 € – tvrdý (h) – 28S/32Q/16D dvouhra • čtyřhra                   | Guillermo García-López 7–6(7–4), 6–3                        | Andreas Seppi                         | Marcos Baghdatis Marcel Granollers       | Michail Južnyj Viktor Troicki Ričardas Berankis Igor Sijsling |
| 2. února  | PBZ Zagreb Indoors Záhřeb, Chorvatsko ATP World Tour 250 494 310 € – tvrdý (h) – 28S/32Q/16D dvouhra • čtyřhra                   | Marin Draganja Henri Kontinen 6–4, 6–4                      | Fabrice Martin Purav Raja             | Marcos Baghdatis Marcel Granollers       | Michail Južnyj Viktor Troicki Ričardas Berankis Igor Sijsling |
| 2. února  | Ecuador Open Quito Quito, Ekvádor ATP World Tour 250 494 310 USD – antuka – 28S/32Q/16D dvouhra • čtyřhra                        | Víctor Estrella Burgos 6–2, 6–7(5–7), 7–6(7–5)              | Feliciano López                       | Fernando Verdasco Thomaz Bellucci        | Dušan Lajović Paolo Lorenzi Martin Kližan Albert Montañés     |
| 2. února  | Ecuador Open Quito Quito, Ekvádor ATP World Tour 250 494 310 USD – antuka – 28S/32Q/16D dvouhra • čtyřhra                        | Gero Kretschmer Alexander Satschko 7–5, 7–6(7–3)            | Víctor Estrella Burgos João Souza     | Fernando Verdasco Thomaz Bellucci        | Dušan Lajović Paolo Lorenzi Martin Kližan Albert Montañés     |
| 9. února  | ABN AMRO World Tennis Tournament Rotterdam, Nizozemsko ATP World Tour 500 $1 890 939 – tvrdý (h) – 32S/16Q/16D dvouhra • čtyřhra | Stan Wawrinka 4–6, 6–3, 6–4                                 | Tomáš Berdych                         | Gilles Simon Milos Raonic                | Andy Murray Gaël Monfils Gilles Müller Serhij Stachovskyj     |
| 9. února  | ABN AMRO World Tennis Tournament Rotterdam, Nizozemsko ATP World Tour 500 $1 890 939 – tvrdý (h) – 32S/16Q/16D dvouhra • čtyřhra | Jean-Julien Rojer Horia Tecău 3–6, 6–3, [10–8]              | Jamie Murray John Peers               | Gilles Simon Milos Raonic                | Andy Murray Gaël Monfils Gilles Müller Serhij Stachovskyj     |
| 9. února  | Memphis Open Memphis, Spojené státy ATP World Tour 250 $659 070 – tvrdý (h) – 28S/32Q/16D dvouhra • čtyřhra                      | Kei Nišikori 6–4, 6–4                                       | Kevin Anderson                        | Sam Querrey Donald Young                 | Austin Krajicek John Isner Bernard Tomic Steve Johnson        |
| 9. února  | Memphis Open Memphis, Spojené státy ATP World Tour 250 $659 070 – tvrdý (h) – 28S/32Q/16D dvouhra • čtyřhra                      | Mariusz Fyrstenberg Santiago González 5–7, 7–6(7–1), [10–8] | Artem Sitak Donald Young              | Sam Querrey Donald Young                 | Austin Krajicek John Isner Bernard Tomic Steve Johnson        |
| 9. února  | Brasil Open São Paulo, Brazílie ATP World Tour 250 $505 655 – antuka (h) – 28S/32Q/16D dvouhra • čtyřhra                         | Pablo Cuevas 6–4, 3–6, 7–6(7–4)                             | Luca Vanni                            | João Souza Santiago Giraldo              | Dušan Lajović Leonardo Mayer Fabio Fognini Nicolás Almagro    |
| 9. února  | Brasil Open São Paulo, Brazílie ATP World Tour 250 $505 655 – antuka (h) – 28S/32Q/16D dvouhra • čtyřhra                         | Juan Sebastián Cabal Robert Farah 6–4, 6–2                  | Paolo Lorenzi Diego Schwartzman       | João Souza Santiago Giraldo              | Dušan Lajović Leonardo Mayer Fabio Fognini Nicolás Almagro    |
| 16. února | Rio Open Rio de Janeiro, Brazílie ATP World Tour 500 $1 548 755 – antuka – 32S/16Q/16D dvouhra • čtyřhra                         | David Ferrer 6–2, 6–3                                       | Fabio Fognini                         | Rafael Nadal Andreas Haider-Maurer       | Pablo Cuevas Federico Delbonis João Souza Juan Mónaco         |
| 16. února | Rio Open Rio de Janeiro, Brazílie ATP World Tour 500 $1 548 755 – antuka – 32S/16Q/16D dvouhra • čtyřhra                         | Martin Kližan Philipp Oswald 7–6(7–3), 6–4                  | Pablo Andújar Oliver Marach           | Rafael Nadal Andreas Haider-Maurer       | Pablo Cuevas Federico Delbonis João Souza Juan Mónaco         |
| 16. února | Open 13 Marseille, Francie ATP World Tour 250 $747 514 – tvrdý (h) – 28S/32Q/16D dvouhra • čtyřhra                               | Gilles Simon 6–4, 1–6, 7–6(7–4)                             | Gaël Monfils                          | Roberto Bautista Agut Serhij Stachovskyj | Simone Bolelli Dominic Thiem Jérémy Chardy Stan Wawrinka      |
| 16. února | Open 13 Marseille, Francie ATP World Tour 250 $747 514 – tvrdý (h) – 28S/32Q/16D dvouhra • čtyřhra                               | Marin Draganja Henri Kontinen 6–4, 3–6, [10–8]              | Colin Fleming Jonathan Marray         | Roberto Bautista Agut Serhij Stachovskyj | Simone Bolelli Dominic Thiem Jérémy Chardy Stan Wawrinka      |
| 16. února | Delray Beach Open Delray Beach, Spojené státy ATP World Tour 250 $549 230 – tvrdý – 32S/32Q/16D dvouhra • čtyřhra                | Ivo Karlović 6–3, 6–3                                       | Donald Young                          | Adrian Mannarino Bernard Tomic           | Lu Jan-sun Steve Johnson Alexandr Dolgopolov Jošihito Nišioka |
| 16. února | Delray Beach Open Delray Beach, Spojené státy ATP World Tour 250 $549 230 – tvrdý – 32S/32Q/16D dvouhra • čtyřhra                | Bob Bryan Mike Bryan 6–3, 3–6, [10–6]                       | Raven Klaasen Leander Paes            | Adrian Mannarino Bernard Tomic           | Lu Jan-sun Steve Johnson Alexandr Dolgopolov Jošihito Nišioka |
| 23. února | Dubai Tennis Championships Dubaj, SAE ATP World Tour 500 $2 503 810 – tvrdý – 32S/16Q/16D dvouhra • čtyřhra                      | Roger Federer 6–3, 7–5                                      | Novak Djoković                        | Tomáš Berdych Borna Ćorić                | Marsel İlhan Serhij Stachovskyj Andy Murray Richard Gasquet   |
| 23. února | Dubai Tennis Championships Dubaj, SAE ATP World Tour 500 $2 503 810 – tvrdý – 32S/16Q/16D dvouhra • čtyřhra                      | Rohan Bopanna Daniel Nestor 6–4, 6–1                        | Ajsám Kúreší Nenad Zimonjić           | Tomáš Berdych Borna Ćorić                | Marsel İlhan Serhij Stachovskyj Andy Murray Richard Gasquet   |
| 23. února | Abierto Mexicano Telcel Acapulco, Mexiko ATP World Tour 500 $1 548 755 – tvrdý – 32S/16Q/16D dvouhra • čtyřhra                   | David Ferrer 6–3, 7–5                                       | Kei Nišikori                          | Kevin Anderson Ryan Harrison             | Alexandr Dolgopolov Viktor Troicki Ivo Karlović Bernard Tomic |
| 23. února | Abierto Mexicano Telcel Acapulco, Mexiko ATP World Tour 500 $1 548 755 – tvrdý – 32S/16Q/16D dvouhra • čtyřhra                   | Ivan Dodig Marcelo Melo 7–6(7–2), 5–7, [10–3]               | Mariusz Fyrstenberg Santiago González | Kevin Anderson Ryan Harrison             | Alexandr Dolgopolov Viktor Troicki Ivo Karlović Bernard Tomic |
| 23. února | Argentina Open Buenos Aires, Argentina ATP World Tour 250 $573 750 – antuka – 32S/32Q/16D dvouhra • čtyřhra                      | Rafael Nadal 6–4, 6–1                                       | Juan Mónaco                           | Carlos Berlocq Nicolás Almagro           | Federico Delbonis Blaž Rola Pablo Cuevas Tommy Robredo        |
| 23. února | Argentina Open Buenos Aires, Argentina ATP World Tour 250 $573 750 – antuka – 32S/32Q/16D dvouhra • čtyřhra                      | Jarkko Nieminen André Sá 4–6, 6–4, [10–7]                   | Pablo Andújar Oliver Marach           | Carlos Berlocq Nicolás Almagro           | Federico Delbonis Blaž Rola Pablo Cuevas Tommy Robredo        |

### Březen
| Týden od              | Turnaj | Vítězové | Finalisté                                                                          | Semifinalisté            | Čtvrtfinalisté                                           |
| --------------------- | --- | --- | ---------------------------------------------------------------------------------- | ------------------------ | -------------------------------------------------------- |
| 2. března             | Davis Cup, 1. kolo Frankfurt, Německo – tvrdý (h) Glasgow, Velká Británie – tvrdý (h) Ostrava, Česko – tvrdý (h) Astana, Kazachstán – tvrdý (h) Buenos Aires, Argentina – antuka Kraljevo, Srbsko – tvrdý (h) Vancouver, Kanada – tvrdý (h) Lutych, Belgie – tvrdý (h) | Vítězové Francie 3–2 Velká Británie 3–2 Austrálie 3–2 Kazachstán 3–2 Argentina 3–2 Srbsko 5–0 Kanada 3–2 Belgie 3–2 | Poražení Německo Spojené státy Česko Itálie Brazílie Chorvatsko Japonsko Švýcarsko |                          |                                                          |
| 9. března 16. března  | BNP Paribas Open Indian Wells, Spojené státy ATP World Tour Masters 1000 $6 267 755 – tvrdý – 96S/48Q/32D dvouhra • čtyřhra | Novak Djoković 6–3, 6–7(5–7), 6–2                                                                                   | Roger Federer                                                                      | Andy Murray Milos Raonic | Bernard Tomic Feliciano López Rafael Nadal Tomáš Berdych |
| 9. března 16. března  | BNP Paribas Open Indian Wells, Spojené státy ATP World Tour Masters 1000 $6 267 755 – tvrdý – 96S/48Q/32D dvouhra • čtyřhra | Vasek Pospisil Jack Sock 6–4, 6–7(3–7), [10–7]                                                                      | Simone Bolelli Fabio Fognini                                                       | Andy Murray Milos Raonic | Bernard Tomic Feliciano López Rafael Nadal Tomáš Berdych |
| 23. března 30. března | Miami Open Miami, Spojené státy ATP World Tour Masters 1000 $6 267 755 – tvrdý – 96S/48Q/32D dvouhra • čtyřhra | Novak Djoković 7–6(7–3), 4–6, 6–0                                                                                   | Andy Murray                                                                        | John Isner Tomáš Berdych | David Ferrer Kei Nišikori Dominic Thiem Juan Mónaco      |
| 23. března 30. března | Miami Open Miami, Spojené státy ATP World Tour Masters 1000 $6 267 755 – tvrdý – 96S/48Q/32D dvouhra • čtyřhra | Bob Bryan Mike Bryan 6–3, 1–6, [10–8]                                                                               | Vasek Pospisil Jack Sock                                                           | John Isner Tomáš Berdych | David Ferrer Kei Nišikori Dominic Thiem Juan Mónaco      |

### Duben
| Týden od  | Turnaj | Vítězové                                            | Finalisté                      | Semifinalisté                        | Čtvrtfinalisté                                                          |
| --------- | --- | --------------------------------------------------- | ------------------------------ | ------------------------------------ | ----------------------------------------------------------------------- |
| 6. dubna  | U.S. Men's Clay Court Championships Houston, Spojené státy ATP World Tour 250 $549 230 – antuka – 28S/32Q/16D dvouhra • čtyřhra | Jack Sock 7–6(11–9), 7–6(7–2)                       | Sam Querrey                    | Fernando Verdasco Kevin Anderson     | Feliciano López Teimuraz Gabašvili Jérémy Chardy Santiago Giraldo       |
| 6. dubna  | U.S. Men's Clay Court Championships Houston, Spojené státy ATP World Tour 250 $549 230 – antuka – 28S/32Q/16D dvouhra • čtyřhra | Ričardas Berankis Teimuraz Gabašvili 6–4, 6–4       | Treat Conrad Huey Scott Lipsky | Fernando Verdasco Kevin Anderson     | Feliciano López Teimuraz Gabašvili Jérémy Chardy Santiago Giraldo       |
| 6. dubna  | Grand Prix Hassan II Casablanca, Maroko ATP World Tour 250 $583 881 – antuka – 28S/32Q/16D dvouhra • čtyřhra                    | Martin Kližan 6–2, 6–2                              | Daniel Gimeno Traver           | Jiří Veselý Damir Džumhur            | Lamine Ouahab Aljaž Bedene Andreas Haider-Maurer Nicolás Almagro        |
| 6. dubna  | Grand Prix Hassan II Casablanca, Maroko ATP World Tour 250 $583 881 – antuka – 28S/32Q/16D dvouhra • čtyřhra                    | Rameez Junaid Adil Shamasdin 6–3, 1–6, [10–8]       | Rohan Bopanna Florin Mergea    | Jiří Veselý Damir Džumhur            | Lamine Ouahab Aljaž Bedene Andreas Haider-Maurer Nicolás Almagro        |
| 13. dubna | Monte-Carlo Rolex Masters Monte Carlo, Monako ATP World Tour Masters 1000 €3 830 295 – antuka – 56S/28Q/24D dvouhra • čtyřhra   | Novak Djoković 7–5, 4–6, 6–3                        | Tomáš Berdych                  | Rafael Nadal Gaël Monfils            | Marin Čilić David Ferrer Milos Raonic Grigor Dimitrov                   |
| 13. dubna | Monte-Carlo Rolex Masters Monte Carlo, Monako ATP World Tour Masters 1000 €3 830 295 – antuka – 56S/28Q/24D dvouhra • čtyřhra   | Bob Bryan Mike Bryan 7–6(7–3), 6–1                  | Simone Bolelli Fabio Fognini   | Rafael Nadal Gaël Monfils            | Marin Čilić David Ferrer Milos Raonic Grigor Dimitrov                   |
| 20. dubna | Barcelona Open BancSabadell Barcelona, Španělsko ATP World Tour 500 $2 265 235 – antuka – 48S/28Q/24D dvouhra • čtyřhra         | Kei Nišikori 6–4, 6–4                               | Pablo Andújar                  | Martin Kližan David Ferrer           | Roberto Bautista Agut Tommy Robredo Philipp Kohlschreiber Fabio Fognini |
| 20. dubna | Barcelona Open BancSabadell Barcelona, Španělsko ATP World Tour 500 $2 265 235 – antuka – 48S/28Q/24D dvouhra • čtyřhra         | Marin Draganja Henri Kontinen 6–3, 6–7(6–8), [11–9] | Jamie Murray John Peers        | Martin Kližan David Ferrer           | Roberto Bautista Agut Tommy Robredo Philipp Kohlschreiber Fabio Fognini |
| 20. dubna | BRD Năstase Țiriac Trophy Bukurešť, Rumunsko ATP World Tour 250 $583 881 – antuka – 28S/32Q/16D dvouhra • čtyřhra               | Guillermo García-López 7–6(7–5), 7–6(13–11)         | Jiří Veselý                    | Daniel Gimeno Traver Gaël Monfils    | Gilles Simon Ivo Karlović Lukáš Rosol Simone Bolelli                    |
| 20. dubna | BRD Năstase Țiriac Trophy Bukurešť, Rumunsko ATP World Tour 250 $583 881 – antuka – 28S/32Q/16D dvouhra • čtyřhra               | Marius Copil Adrian Ungur 3–6, 7–5, [17–15]         | Nicholas Monroe Artem Sitak    | Daniel Gimeno Traver Gaël Monfils    | Gilles Simon Ivo Karlović Lukáš Rosol Simone Bolelli                    |
| 27. dubna | BMW Open Mnichov, Německo ATP World Tour 250 $583 881 – antuka – 28S/32Q/16D dvouhra • čtyřhra                                  | Andy Murray 7–6(7–4), 5–7, 7–6(7–4)                 | Philipp Kohlschreiber          | Roberto Bautista Agut Gerald Melzer  | Lukáš Rosol Víctor Estrella David Goffin Dominic Thiem                  |
| 27. dubna | BMW Open Mnichov, Německo ATP World Tour 250 $583 881 – antuka – 28S/32Q/16D dvouhra • čtyřhra                                  | Alexander Peya Bruno Soares 4–6, 6–1, [10–5]        | Alexander Zverev Mischa Zverev | Roberto Bautista Agut Gerald Melzer  | Lukáš Rosol Víctor Estrella David Goffin Dominic Thiem                  |
| 27. dubna | Millennium Estoril Open Cascais, Portugalsko ATP World Tour 250 €439 405 – antuka – 28S/32Q/16D dvouhra • čtyřhra               | Richard Gasquet 6–3, 6–2                            | Nick Kyrgios                   | Pablo Carreño Guillermo García-López | Robin Haase Gilles Müller Nicolás Almagro Borna Ćorić                   |
| 27. dubna | Millennium Estoril Open Cascais, Portugalsko ATP World Tour 250 €439 405 – antuka – 28S/32Q/16D dvouhra • čtyřhra               | Treat Conrad Huey Scott Lipsky 6–1, 6–4             | Marc López David Marrero       | Pablo Carreño Guillermo García-López | Robin Haase Gilles Müller Nicolás Almagro Borna Ćorić                   |
| 27. dubna | TEB BNP Paribas Istanbul Open Istanbul, Turecko ATP World Tour 250 €439 405 – antuka – 28S/32Q/16D dvouhra • čtyřhra            | Roger Federer 6–3, 7–6(13–11)                       | Pablo Cuevas                   | Diego Schwartzman Grigor Dimitrov    | Daniel Gimeno Traver Santiago Giraldo Thomaz Bellucci Ivan Dodig        |
| 27. dubna | TEB BNP Paribas Istanbul Open Istanbul, Turecko ATP World Tour 250 €439 405 – antuka – 28S/32Q/16D dvouhra • čtyřhra            | Radu Albot Dušan Lajović 6–4, 7–6(7–2)              | Robert Lindstedt Jürgen Melzer | Diego Schwartzman Grigor Dimitrov    | Daniel Gimeno Traver Santiago Giraldo Thomaz Bellucci Ivan Dodig        |

### Květen
| Týden od             | Turnaj | Vítězové                                           | Finalisté                       | Semifinalisté                      | Čtvrtfinalisté                                           |
| -------------------- | --- | -------------------------------------------------- | ------------------------------- | ---------------------------------- | -------------------------------------------------------- |
| 4. května            | Mutua Madrid Open Madrid, Španělsko ATP World Tour Masters 1000 €4 185 405 – antuka – 56S/28Q/24D dvouhra • čtyřhra     | Andy Murray 6–3, 6–2                               | Rafael Nadal                    | Tomáš Berdych Kei Nišikori         | John Isner Grigor Dimitrov David Ferrer Milos Raonic     |
| 4. května            | Mutua Madrid Open Madrid, Španělsko ATP World Tour Masters 1000 €4 185 405 – antuka – 56S/28Q/24D dvouhra • čtyřhra     | Rohan Bopanna Florin Mergea 6–2, 6–7(5–7), [11–9]  | Marcin Matkowski Nenad Zimonjić | Tomáš Berdych Kei Nišikori         | John Isner Grigor Dimitrov David Ferrer Milos Raonic     |
| 11. května           | Internazionali BNL d'Italia Řím, Itálie ATP World Tour Masters 1000 €3 830 295 – antuka – 56S/28Q/24D dvouhra • čtyřhra | Novak Djoković 6–4, 6–3                            | Roger Federer                   | David Ferrer Stan Wawrinka         | Kei Nišikori David Goffin Rafael Nadal Tomáš Berdych     |
| 11. května           | Internazionali BNL d'Italia Řím, Itálie ATP World Tour Masters 1000 €3 830 295 – antuka – 56S/28Q/24D dvouhra • čtyřhra | Pablo Cuevas David Marrero 6–4, 7–5                | Marcel Granollers Marc López    | David Ferrer Stan Wawrinka         | Kei Nišikori David Goffin Rafael Nadal Tomáš Berdych     |
| 18. května           | Open de Nice Côte d'Azur Nice, Francie ATP World Tour 250 439 405 € – antuka – 28S/32Q/16D dvouhra • čtyřhra            | Dominic Thiem 6–7(8–10), 7–5, 7–6(7–2)             | Leonardo Mayer                  | Borna Ćorić John Isner             | James Duckworth Juan Mónaco Ernests Gulbis Dušan Lajović |
| 18. května           | Open de Nice Côte d'Azur Nice, Francie ATP World Tour 250 439 405 € – antuka – 28S/32Q/16D dvouhra • čtyřhra            | Mate Pavić Michael Venus 7–6(7–4), 2–6, [10–8]     | Jean-Julien Rojer Horia Tecău   | Borna Ćorić John Isner             | James Duckworth Juan Mónaco Ernests Gulbis Dušan Lajović |
| 18. května           | Geneva Open Ženeva, Švýcarsko ATP World Tour 250 439 405 € – antuka – 28S/32Q/16D dvouhra • čtyřhra                     | Thomaz Bellucci 7–6(7–4), 6–4                      | João Sousa                      | Federico Delbonis Santiago Giraldo | Stan Wawrinka Pablo Andújar Albert Ramos Marin Čilić     |
| 18. května           | Geneva Open Ženeva, Švýcarsko ATP World Tour 250 439 405 € – antuka – 28S/32Q/16D dvouhra • čtyřhra                     | Juan Sebastián Cabal Robert Farah 7–5, 4–6, [10–7] | Raven Klaasen Lu Jan-sun        | Federico Delbonis Santiago Giraldo | Stan Wawrinka Pablo Andújar Albert Ramos Marin Čilić     |
| 25. května 1. června | French Open Paříž, Francie Grand Slam 14 014 300 € – antuka 128S/128Q/64D/32X dvouhra • čtyřhra • mix                   | Stan Wawrinka 4–6, 6–4, 6–3, 6–4                   | Novak Djoković                  | Andy Murray Jo-Wilfried Tsonga     | Rafael Nadal David Ferrer Kei Nišikori Roger Federer     |
| 25. května 1. června | French Open Paříž, Francie Grand Slam 14 014 300 € – antuka 128S/128Q/64D/32X dvouhra • čtyřhra • mix                   | Ivan Dodig Marcelo Melo 6–7(5–7), 7–6(7–5), 7–5    | Bob Bryan Mike Bryan            | Andy Murray Jo-Wilfried Tsonga     | Rafael Nadal David Ferrer Kei Nišikori Roger Federer     |
| 25. května 1. června | French Open Paříž, Francie Grand Slam 14 014 300 € – antuka 128S/128Q/64D/32X dvouhra • čtyřhra • mix                   | Bethanie Mattek-Sands Mike Bryan 7–6(7–3), 6–1     | Lucie Hradecká Marcin Matkowski | Andy Murray Jo-Wilfried Tsonga     | Rafael Nadal David Ferrer Kei Nišikori Roger Federer     |

### Červen
| Týden od               | Turnaj | Vítězové                                         | Finalisté                           | Semifinalisté                        | Čtvrtfinalisté                                                 |
| ---------------------- | --- | ------------------------------------------------ | ----------------------------------- | ------------------------------------ | -------------------------------------------------------------- |
| 8. června              | Topshelf Open 's-Hertogenbosch, Nizozemsko ATP World Tour 250 604 155 € – tráva – 32S/32Q/16D dvouhra • čtyřhra               | Nicolas Mahut 7–6(7–1), 6–1                      | David Goffin                        | Robin Haase Gilles Müller            | Ivo Karlović Adrian Mannarino Marius Copil Illja Marčenko      |
| 8. června              | Topshelf Open 's-Hertogenbosch, Nizozemsko ATP World Tour 250 604 155 € – tráva – 32S/32Q/16D dvouhra • čtyřhra               | Ivo Karlović Łukasz Kubot 6–2, 7–6(11–9)         | Pierre-Hugues Herbert Nicolas Mahut | Robin Haase Gilles Müller            | Ivo Karlović Adrian Mannarino Marius Copil Illja Marčenko      |
| 8. června              | MercedesCup Stuttgart, Německo ATP World Tour 250 642 070 € – tráva – 28S/32Q/16D dvouhra • čtyřhra                           | Rafael Nadal 7–6(7–3), 6–3                       | Viktor Troicki                      | Gaël Monfils Marin Čilić             | Bernard Tomic Philipp Kohlschreiber Samuel Groth Mischa Zverev |
| 8. června              | MercedesCup Stuttgart, Německo ATP World Tour 250 642 070 € – tráva – 28S/32Q/16D dvouhra • čtyřhra                           | Rohan Bopanna Florin Mergea 5–7, 6–2, [10–7]     | Alexander Peya Bruno Soares         | Gaël Monfils Marin Čilić             | Bernard Tomic Philipp Kohlschreiber Samuel Groth Mischa Zverev |
| 15. června             | Halle Open Halle, Německo ATP World Tour 500 1 696 645 € – tráva – 32S/16Q/16D dvouhra • čtyřhra                              | Roger Federer 7–6(7–1), 6–4                      | Andreas Seppi                       | Ivo Karlović Kei Nišikori            | Florian Mayer Tomáš Berdych Gaël Monfils Jerzy Janowicz        |
| 15. června             | Halle Open Halle, Německo ATP World Tour 500 1 696 645 € – tráva – 32S/16Q/16D dvouhra • čtyřhra                              | Raven Klaasen Rajeev Ram 7–6(7–1), 6–2           | Rohan Bopanna Florin Mergea         | Ivo Karlović Kei Nišikori            | Florian Mayer Tomáš Berdych Gaël Monfils Jerzy Janowicz        |
| 15. června             | Queen's Club Championships 2015 Londýn, Velká Británie ATP World Tour 500 1 696 645 € – tráva – 32S/16Q/16D dvouhra • čtyřhra | Andy Murray 6–3, 6–4                             | Kevin Anderson                      | Viktor Troicki Gilles Simon          | Gilles Müller John Isner Milos Raonic Guillermo García-López   |
| 15. června             | Queen's Club Championships 2015 Londýn, Velká Británie ATP World Tour 500 1 696 645 € – tráva – 32S/16Q/16D dvouhra • čtyřhra | Pierre-Hugues Herbert Nicolas Mahut 6–2, 6–2     | Marcin Matkowski Nenad Zimonjić     | Viktor Troicki Gilles Simon          | Gilles Müller John Isner Milos Raonic Guillermo García-López   |
| 22. června             | Nottingham Open Nottingham, Velká Británie ATP World Tour 250 644 065 € – tráva – 48S/32Q/16D dvouhra • čtyřhra               | Denis Istomin 7–6(7–1), 7–6(8–6)                 | Sam Querrey                         | Marcos Baghdatis Alexandr Dolgopolov | Simone Bolelli Leonardo Mayer Lu Jan-sun Gilles Simon          |
| 22. června             | Nottingham Open Nottingham, Velká Británie ATP World Tour 250 644 065 € – tráva – 48S/32Q/16D dvouhra • čtyřhra               | Chris Guccione André Sá 6–2, 7–5                 | Pablo Cuevas David Marrero          | Marcos Baghdatis Alexandr Dolgopolov | Simone Bolelli Leonardo Mayer Lu Jan-sun Gilles Simon          |
| 29. června 6. července | Wimbledon Londýn, Velká Británie Grand Slam £12 568 000 – tráva – 128S/128Q/64D/16Q/48X dvouhra • čtyřhra • mix               | Novak Djoković 7–6(7–1), 6–7(10–12), 6–4, 6–3    | Roger Federer                       | Richard Gasquet Andy Murray          | Marin Čilić Stan Wawrinka Vasek Pospisil Gilles Simon          |
| 29. června 6. července | Wimbledon Londýn, Velká Británie Grand Slam £12 568 000 – tráva – 128S/128Q/64D/16Q/48X dvouhra • čtyřhra • mix               | Jean-Julien Rojer Horia Tecău 7–6(7–5), 6–4, 6–4 | Jamie Murray John Peers             | Richard Gasquet Andy Murray          | Marin Čilić Stan Wawrinka Vasek Pospisil Gilles Simon          |
| 29. června 6. července | Wimbledon Londýn, Velká Británie Grand Slam £12 568 000 – tráva – 128S/128Q/64D/16Q/48X dvouhra • čtyřhra • mix               | Leander Paes Martina Hingisová 6–1, 6–1          | Alexander Peya Tímea Babosová       | Richard Gasquet Andy Murray          | Marin Čilić Stan Wawrinka Vasek Pospisil Gilles Simon          |

### Červenec
| Týden od     | Turnaj | Vítězové                                                           | Finalisté                                 | Semifinalisté                           | Čtvrtfinalisté                                                        |
| ------------ | --- | ------------------------------------------------------------------ | ----------------------------------------- | --------------------------------------- | --------------------------------------------------------------------- |
| 13. července | Hall of Fame Tennis Championships Newport, Spojené státy ATP World Tour 250 549 230 USD – tráva – 32S/32Q/16D dvouhra • čtyřhra                       | Rajeev Ram 7–6(7–5), 5–7, 7–6(7–2)                                 | Ivo Karlović                              | John-Patrick Smith Jack Sock            | Adrian Mannarino Tacuma Itó Jan Hernych Dustin Brown                  |
| 13. července | Hall of Fame Tennis Championships Newport, Spojené státy ATP World Tour 250 549 230 USD – tráva – 32S/32Q/16D dvouhra • čtyřhra                       | Jonathan Marray Ajsám Kúreší 4–6, 6–3, [10–8]                      | Nicholas Monroe Mate Pavić                | John-Patrick Smith Jack Sock            | Adrian Mannarino Tacuma Itó Jan Hernych Dustin Brown                  |
| 13. července | Davis Cup, čtvrtfinále Londýn, Spojené království – tráva Darwin, Austrálie – tráva Buenos Aires, Argentina – antuka (h) Middelkerke, Belgie – antuka | Vítězové Velká Británie 3–1 Austrálie 3–2 Argentina 4–1 Belgie 5–0 | Poražení Francie Kazachstán Srbsko Kanada |                                         |                                                                       |
| 20. července | SkiStar Swedish Open Båstad, Švédsko ATP World Tour 250 494 310 € – antuka – 28S/32Q/16D dvouhra • čtyřhra                                            | Benoît Paire 7–6(9–7), 6–3                                         | Tommy Robredo                             | Pablo Cuevas Alexander Zverev           | Denis Istomin Steve Darcis Thomaz Bellucci Paul-Henri Mathieu         |
| 20. července | SkiStar Swedish Open Båstad, Švédsko ATP World Tour 250 494 310 € – antuka – 28S/32Q/16D dvouhra • čtyřhra                                            | Jérémy Chardy Łukasz Kubot 6–7(6–8), 6–3, [10–8]                   | Juan Sebastián Cabal Robert Farah         | Pablo Cuevas Alexander Zverev           | Denis Istomin Steve Darcis Thomaz Bellucci Paul-Henri Mathieu         |
| 20. července | Claro Open Colombia Bogotá,Kolumbie ATP World Tour 250 768 915 USD – tvrdý – 28S/32Q/16D dvouhra • čtyřhra                                            | Bernard Tomic 6–1, 3–6, 6–2                                        | Adrian Mannarino                          | Ivo Karlović Michael Berrer             | Radek Štěpánek Malek Džazírí Víctor Estrella Burgos Tacuma Itó        |
| 20. července | Claro Open Colombia Bogotá,Kolumbie ATP World Tour 250 768 915 USD – tvrdý – 28S/32Q/16D dvouhra • čtyřhra                                            | Édouard Roger-Vasselin Radek Štěpánek 7–5, 6–3                     | Mate Pavić Michael Venus                  | Ivo Karlović Michael Berrer             | Radek Štěpánek Malek Džazírí Víctor Estrella Burgos Tacuma Itó        |
| 20. července | Konzum Croatia Open Umag Umag, Chorvatsko ATP World Tour 250 494 310 € – antuka – 28S/32Q/16D dvouhra • čtyřhra                                       | Dominic Thiem 6–4, 6–1                                             | João Sousa                                | Gaël Monfils Roberto Bautista Agut Agut | Philipp Kohlschreiber Andreas Haider-Maurer Fabio Fognini Borna Ćorić |
| 20. července | Konzum Croatia Open Umag Umag, Chorvatsko ATP World Tour 250 494 310 € – antuka – 28S/32Q/16D dvouhra • čtyřhra                                       | Máximo González André Sá 4–6, 6–3, [10–5]                          | Mariusz Fyrstenberg Santiago González     | Gaël Monfils Roberto Bautista Agut Agut | Philipp Kohlschreiber Andreas Haider-Maurer Fabio Fognini Borna Ćorić |
| 27. července | bet-at-home Open Hamburk, Německo ATP World Tour 500 1 407 960 € – antuka – 32S/16Q/16D dvouhra • čtyřhra                                             | Rafael Nadal 7–5, 7–5                                              | Fabio Fognini                             | Andreas Seppi Lucas Pouille             | Pablo Cuevas Simone Bolelli Aljaž Bedene Benoît Paire                 |
| 27. července | bet-at-home Open Hamburk, Německo ATP World Tour 500 1 407 960 € – antuka – 32S/16Q/16D dvouhra • čtyřhra                                             | Jamie Murray John Peers 2–6, 6–3, [10–8]                           | Juan Sebastián Cabal Robert Farah         | Andreas Seppi Lucas Pouille             | Pablo Cuevas Simone Bolelli Aljaž Bedene Benoît Paire                 |
| 27. července | Suisse Open Gstaad Gstaad, Švýcarsko ATP World Tour 250 494 310 € – antuka – 28S/32Q/16D dvouhra • čtyřhra                                            | Dominic Thiem 7–5, 6–2                                             | David Goffin                              | Thomaz Bellucci Feliciano López         | João Sousa Pablo Andújar Pablo Carreño Busta Santiago Giraldo         |
| 27. července | Suisse Open Gstaad Gstaad, Švýcarsko ATP World Tour 250 494 310 € – antuka – 28S/32Q/16D dvouhra • čtyřhra                                            | Aleksandr Buryj Denis Istomin 3–6, 6–2, [10–5]                     | Oliver Marach Ajsám Kúreší                | Thomaz Bellucci Feliciano López         | João Sousa Pablo Andújar Pablo Carreño Busta Santiago Giraldo         |
| 27. července | BB&T Atlanta Open Atlanta, Spojené státy ATP World Tour 250 659 070 USD – tvrdý – 28S/32Q/16D dvouhra • čtyřhra                                       | John Isner 6–3, 6–3                                                | Marcos Baghdatis                          | Denis Kudla Gilles Müller               | Ričardas Berankis Dudi Sela Go Soeda Vasek Pospisil                   |
| 27. července | BB&T Atlanta Open Atlanta, Spojené státy ATP World Tour 250 659 070 USD – tvrdý – 28S/32Q/16D dvouhra • čtyřhra                                       | Bob Bryan Mike Bryan 4–6, 7–6(7–2), [10–4]                         | Colin Fleming Gilles Müller               | Denis Kudla Gilles Müller               | Ričardas Berankis Dudi Sela Go Soeda Vasek Pospisil                   |

### Srpen
| Týden od          | Turnaj | Vítězové                                        | Finalisté                               | Semifinalisté                   | Čtvrtfinalisté                                                    |
| ----------------- | --- | ----------------------------------------------- | --------------------------------------- | ------------------------------- | ----------------------------------------------------------------- |
| 3. srpna          | Citi Open Washington, D.C., Spojené státy ATP World Tour 500 1 753 020 USD – tvrdý – 48S/16Q/16D dvouhra • čtyřhra          | Kei Nišikori 4–6, 6–4, 6–4                      | John Isner                              | Steve Johnson Marin Čilić       | Ričardas Berankis Jack Sock Alexander Zverev Samuel Groth         |
| 3. srpna          | Citi Open Washington, D.C., Spojené státy ATP World Tour 500 1 753 020 USD – tvrdý – 48S/16Q/16D dvouhra • čtyřhra          | Bob Bryan Mike Bryan 6–4, 6–2                   | Ivan Dodig Marcelo Melo                 | Steve Johnson Marin Čilić       | Ričardas Berankis Jack Sock Alexander Zverev Samuel Groth         |
| 3. srpna          | Generali Open Kitzbühel Kitzbühel, Rakousko ATP World Tour 250 494 310 € – antuka – 28S/32Q/16D dvouhra • čtyřhra           | Philipp Kohlschreiber 2–6, 6–2, 6–2             | Paul-Henri Mathieu                      | Dominic Thiem Nicolás Almagro   | Albert Montañés Fabio Fognini Federico Delbonis Dušan Lajović     |
| 3. srpna          | Generali Open Kitzbühel Kitzbühel, Rakousko ATP World Tour 250 494 310 € – antuka – 28S/32Q/16D dvouhra • čtyřhra           | Nicolás Almagro Carlos Berlocq 5–7, 6–3, [11–9] | Robin Haase Henri Kontinen              | Dominic Thiem Nicolás Almagro   | Albert Montañés Fabio Fognini Federico Delbonis Dušan Lajović     |
| 10. srpna         | Rogers Cup Montréal, Kanada ATP World Tour Masters 1000 $4 178 500 – tvrdý – 56S/24Q/24D dvouhra • čtyřhra                  | Andy Murray 6–4, 4–6, 6–3                       | Novak Djoković                          | Jérémy Chardy Kei Nišikori      | Ernests Gulbis John Isner Rafael Nadal Jo-Wilfried Tsonga         |
| 10. srpna         | Rogers Cup Montréal, Kanada ATP World Tour Masters 1000 $4 178 500 – tvrdý – 56S/24Q/24D dvouhra • čtyřhra                  | Bob Bryan Mike Bryan 7–6(7–5), 3–6, [10–6]      | Daniel Nestor Édouard Roger-Vasselin    | Jérémy Chardy Kei Nišikori      | Ernests Gulbis John Isner Rafael Nadal Jo-Wilfried Tsonga         |
| 17. srpna         | Cincinnati Masters Cincinnati, Spojené státy ATP World Tour Masters 1000 $4 457 065 – tvrdý – 56S/28Q/24D dvouhra • čtyřhra | Roger Federer 7–6(7–1), 6–3                     | Novak Djoković                          | Alexandr Dolgopolov Andy Murray | Stan Wawrinka Tomáš Berdych Richard Gasquet Feliciano López       |
| 17. srpna         | Cincinnati Masters Cincinnati, Spojené státy ATP World Tour Masters 1000 $4 457 065 – tvrdý – 56S/28Q/24D dvouhra • čtyřhra | Daniel Nestor Édouard Roger-Vasselin 6–2, 6–2   | Marcin Matkowski Nenad Zimonjić         | Alexandr Dolgopolov Andy Murray | Stan Wawrinka Tomáš Berdych Richard Gasquet Feliciano López       |
| 24. srpna         | Winston-Salem Open Winston-Salem, Spojené státy ATP World Tour 250 $695 515 – tvrdý – 48S/32Q/16D dvouhra • čtyřhra         | Kevin Anderson 6–4, 7–5                         | Pierre-Hugues Herbert                   | Steve Johnson Malek Džazírí     | Pablo Carreño Lu Jan-sun Thomaz Bellucci Borna Ćorić              |
| 24. srpna         | Winston-Salem Open Winston-Salem, Spojené státy ATP World Tour 250 $695 515 – tvrdý – 48S/32Q/16D dvouhra • čtyřhra         | Dominic Inglot Robert Lindstedt 6-2, 6-4        | Eric Butorac Scott Lipsky               | Steve Johnson Malek Džazírí     | Pablo Carreño Lu Jan-sun Thomaz Bellucci Borna Ćorić              |
| 31. srpna 7. září | US Open New York, Spojené státy Grand Slam $11 517 008 – tvrdý 128S/128Q/64D/32X dvouhra • čtyřhra • mix                    | Novak Djoković 6–4, 5–7, 6–4, 6–4               | Roger Federer                           | Marin Čilić Stan Wawrinka       | Feliciano López Jo-Wilfried Tsonga Kevin Anderson Richard Gasquet |
| 31. srpna 7. září | US Open New York, Spojené státy Grand Slam $11 517 008 – tvrdý 128S/128Q/64D/32X dvouhra • čtyřhra • mix                    | Pierre-Hugues Herbert Nicolas Mahut 6–4, 6–4    | Jamie Murray John Peers                 | Marin Čilić Stan Wawrinka       | Feliciano López Jo-Wilfried Tsonga Kevin Anderson Richard Gasquet |
| 31. srpna 7. září | US Open New York, Spojené státy Grand Slam $11 517 008 – tvrdý 128S/128Q/64D/32X dvouhra • čtyřhra • mix                    | Martina Hingisová Leander Paes 6–4, 3–6, [10–7] | Bethanie Matteková-Sandsová Sam Querrey | Marin Čilić Stan Wawrinka       | Feliciano López Jo-Wilfried Tsonga Kevin Anderson Richard Gasquet |

### Září
| Týden od | Turnaj | Vítězové                                             | Finalisté                           | Semifinalisté                       | Čtvrtfinalisté                                                   |
| -------- | --- | ---------------------------------------------------- | ----------------------------------- | ----------------------------------- | ---------------------------------------------------------------- |
| 14. září | Davis Cup, semifinále Glasgow, Velká Británie – tvrdý (h) Brusel, Belgie – tvrdý (h)                                          | Vítězové Velká Británie 3–2 Belgie 3–2               | Poražení Austrálie Argentina        |                                     |                                                                  |
| 21. září | Open de Moselle Mety, Francie ATP World Tour 250 494 310 € – tvrdý (h) – 28S/32Q/16D dvouhra • čtyřhra                        | Jo-Wilfried Tsonga 7–6(7–5), 1–6, 6–2                | Gilles Simon                        | Philipp Kohlschreiber Martin Kližan | Stan Wawrinka Nicolas Mahut Guillermo García-López Gilles Müller |
| 21. září | Open de Moselle Mety, Francie ATP World Tour 250 494 310 € – tvrdý (h) – 28S/32Q/16D dvouhra • čtyřhra                        | Łukasz Kubot Édouard Roger-Vasselin 2–6, 6–3, [10–7] | Pierre-Hugues Herbert Nicolas Mahut | Philipp Kohlschreiber Martin Kližan | Stan Wawrinka Nicolas Mahut Guillermo García-López Gilles Müller |
| 21. září | St. Petersburg Open Petrohrad, Rusko ATP World Tour 250 $1 030 000 – tvrdý (h) – 28S/32Q/16D dvouhra • čtyřhra                | Milos Raonic 6–3, 3–6, 6–3                           | João Sousa                          | Dominic Thiem Roberto Bautista Agut | Simone Bolelli Denis Istomin Lucas Pouille Tommy Robredo         |
| 21. září | St. Petersburg Open Petrohrad, Rusko ATP World Tour 250 $1 030 000 – tvrdý (h) – 28S/32Q/16D dvouhra • čtyřhra                | Treat Conrad Huey Henri Kontinen 7–5, 6–3            | Julian Knowle Alexander Peya        | Dominic Thiem Roberto Bautista Agut | Simone Bolelli Denis Istomin Lucas Pouille Tommy Robredo         |
| 28. září | Shenzhen Open Šen-čen, ČLR ATP World Tour 250 $668 945 – tvrdý – 28S/32Q/16D dvouhra • čtyřhra                                | Tomáš Berdych 6–3, 7–6(9–7)                          | Guillermo García-López              | Tommy Robredo Marin Čilić           | Jiří Veselý Simone Bolelli Adrian Mannarino Chung Hyeon          |
| 28. září | Shenzhen Open Šen-čen, ČLR ATP World Tour 250 $668 945 – tvrdý – 28S/32Q/16D dvouhra • čtyřhra                                | Jonatan Erlich Colin Fleming 6–1, 6–7(3–7), [10–6]   | Chris Guccione André Sá             | Tommy Robredo Marin Čilić           | Jiří Veselý Simone Bolelli Adrian Mannarino Chung Hyeon          |
| 28. září | Malaysian Open, Kuala Lumpur Kuala Lumpur, Malajsie ATP World Tour 250 $1 041 540 – tvrdý (h) – 28S/16Q/16D dvouhra • čtyřhra | David Ferrer 7–5, 7–5                                | Feliciano López                     | Benjamin Becker Nick Kyrgios        | Michail Kukuškin Grigor Dimitrov Ivo Karlović Vasek Pospisil     |
| 28. září | Malaysian Open, Kuala Lumpur Kuala Lumpur, Malajsie ATP World Tour 250 $1 041 540 – tvrdý (h) – 28S/16Q/16D dvouhra • čtyřhra | Treat Conrad Huey Henri Kontinen 7–6(7–4), 6–2       | Raven Klaasen Rajeev Ram            | Benjamin Becker Nick Kyrgios        | Michail Kukuškin Grigor Dimitrov Ivo Karlović Vasek Pospisil     |

### Říjen
| Týden od  | Turnaj | Vítězové                                         | Finalisté                            | Semifinalisté                          | Čtvrtfinalisté                                                  |
| --------- | --- | ------------------------------------------------ | ------------------------------------ | -------------------------------------- | --------------------------------------------------------------- |
| 5. října  | China Open Peking, ČLR ATP World Tour 500 $3 944 715 – tvrdý – 32S/16Q/16D dvouhra • čtyřhra                                  | Novak Djoković 6–2, 6–2                          | Rafael Nadal                         | David Ferrer Fabio Fognini             | John Isner Lu Jan-sun Jack Sock Pablo Cuevas                    |
| 5. října  | China Open Peking, ČLR ATP World Tour 500 $3 944 715 – tvrdý – 32S/16Q/16D dvouhra • čtyřhra                                  | Vasek Pospisil Jack Sock 3–6, 6–3, [10–6]        | Daniel Nestor Édouard Roger-Vasselin | David Ferrer Fabio Fognini             | John Isner Lu Jan-sun Jack Sock Pablo Cuevas                    |
| 5. října  | Rakuten Japan Open Tennis Championships Tokio, Japonsko ATP World Tour 500 $1 397 250 – tvrdý – 32S/16Q/16D dvouhra • čtyřhra | Stan Wawrinka 6–2, 6–4                           | Benoît Paire                         | Gilles Müller Kei Nišikori             | Austin Krajicek Gilles Simon Nick Kyrgios Marin Čilić           |
| 5. října  | Rakuten Japan Open Tennis Championships Tokio, Japonsko ATP World Tour 500 $1 397 250 – tvrdý – 32S/16Q/16D dvouhra • čtyřhra | Raven Klaasen Marcelo Melo 7–6(7–5), 3–6, [10–7] | Juan Sebastián Cabal Robert Farah    | Gilles Müller Kei Nišikori             | Austin Krajicek Gilles Simon Nick Kyrgios Marin Čilić           |
| 12. října | Shanghai Rolex Masters Šanghaj, ČLR ATP World Tour Masters 1000 $7 021 335 – tvrdý – 56S/28Q/24D dvouhra • čtyřhra            | Novak Djoković 6–2, 6–4                          | Jo-Wilfried Tsonga                   | Andy Murray Rafael Nadal               | Bernard Tomic Tomáš Berdych Stan Wawrinka Kevin Anderson        |
| 12. října | Shanghai Rolex Masters Šanghaj, ČLR ATP World Tour Masters 1000 $7 021 335 – tvrdý – 56S/28Q/24D dvouhra • čtyřhra            | Raven Klaasen Marcelo Melo 6–3, 6–3              | Simone Bolelli Fabio Fognini         | Andy Murray Rafael Nadal               | Bernard Tomic Tomáš Berdych Stan Wawrinka Kevin Anderson        |
| 19. října | Erste Bank Open Vídeň, Rakousko ATP World Tour 250 €2 324 045 – tvrdý (h) – 32S/16Q/16D dvouhra • čtyřhra                     | David Ferrer 4–6, 6–4, 7–5                       | Steve Johnson                        | Gaël Monfils Ernests Gulbis            | Fabio Fognini Lukáš Rosol Ivo Karlović Kevin Anderson           |
| 19. října | Erste Bank Open Vídeň, Rakousko ATP World Tour 250 €2 324 045 – tvrdý (h) – 32S/16Q/16D dvouhra • čtyřhra                     | Łukasz Kubot Marcelo Melo 4–6, 7–6(7–3), [10–6]  | Jamie Murray John Peers              | Gaël Monfils Ernests Gulbis            | Fabio Fognini Lukáš Rosol Ivo Karlović Kevin Anderson           |
| 19. října | Kremlin Cup Moskva, Rusko ATP World Tour 250 $771 525 – tvrdý (h) – 28S/32Q/16D dvouhra • čtyřhra                             | Marin Čilić 6–4, 6–4                             | Roberto Bautista Agut                | Jevgenij Donskoj Philipp Kohlschreiber | Andrej Kuzněcov Teimuraz Gabašvili Robin Haase Lucas Pouille    |
| 19. října | Kremlin Cup Moskva, Rusko ATP World Tour 250 $771 525 – tvrdý (h) – 28S/32Q/16D dvouhra • čtyřhra                             | Andrej Rubljov Dmitrij Tursunov 2–6, 6–1, [10–6] | Radu Albot František Čermák          | Jevgenij Donskoj Philipp Kohlschreiber | Andrej Kuzněcov Teimuraz Gabašvili Robin Haase Lucas Pouille    |
| 19. října | If Stockholm Open Stockholm, Švédsko ATP World Tour 250 €604 155 – tvrdý (h) – 28S/32Q/16D dvouhra • čtyřhra                  | Tomáš Berdych 7–6(7–1), 6–2                      | Jack Sock                            | Marcos Baghdatis Richard Gasquet       | Grigor Dimitrov Gilles Müller Gilles Simon Jérémy Chardy        |
| 19. října | If Stockholm Open Stockholm, Švédsko ATP World Tour 250 €604 155 – tvrdý (h) – 28S/32Q/16D dvouhra • čtyřhra                  | Nicholas Monroe Jack Sock 7–5, 6–2               | Mate Pavić Michael Venus             | Marcos Baghdatis Richard Gasquet       | Grigor Dimitrov Gilles Müller Gilles Simon Jérémy Chardy        |
| 26. října | Swiss Indoors Basilej, Švýcarsko ATP World Tour 500 €2 022 300 – tvrdý (h) – 32S/16Q/16D dvouhra • čtyřhra                    | Roger Federer 6–3, 5–7, 6–3                      | Rafael Nadal                         | Jack Sock Richard Gasquet              | David Goffin Donald Young Marin Čilić Ivo Karlović              |
| 26. října | Swiss Indoors Basilej, Švýcarsko ATP World Tour 500 €2 022 300 – tvrdý (h) – 32S/16Q/16D dvouhra • čtyřhra                    | Alexander Peya Bruno Soares 7–5, 7–5             | Jamie Murray John Peers              | Jack Sock Richard Gasquet              | David Goffin Donald Young Marin Čilić Ivo Karlović              |
| 26. října | Valencia Open Valencie, Šapnělsko ATP World Tour 250 €604 155 – tvrdý (h) – 28S/32Q/16D dvouhra • čtyřhra                     | João Sousa 3–6, 6–3, 6–4                         | Roberto Bautista Agut                | Vasek Pospisil Steve Johnson           | Daniel Brands Pablo Cuevas Mischa Zverev Guillermo García-López |
| 26. října | Valencia Open Valencie, Šapnělsko ATP World Tour 250 €604 155 – tvrdý (h) – 28S/32Q/16D dvouhra • čtyřhra                     | Eric Butorac Scott Lipsky 7–6(7–4), 6–3          | Feliciano López Max Mirnyj           | Vasek Pospisil Steve Johnson           | Daniel Brands Pablo Cuevas Mischa Zverev Guillermo García-López |

### Listopad
| Týden od      | Turnaj | Vítězové                                 | Finalisté                         | Semifinalisté                     | Čtvrtfinalisté                                                       |
| ------------- | --- | ---------------------------------------- | --------------------------------- | --------------------------------- | -------------------------------------------------------------------- |
| 2. listopadu  | BNP Paribas Masters Paříž, Francie ATP World Tour Masters 1000 €3 830 295 – tvrdý (h) – 48S/24Q/24D dvouhra • čtyřhra             | Novak Djoković 6–2, 6–4                  | Andy Murray                       | Stan Wawrinka David Ferrer        | Tomáš Berdych Rafael Nadal John Isner Richard Gasquet                |
| 2. listopadu  | BNP Paribas Masters Paříž, Francie ATP World Tour Masters 1000 €3 830 295 – tvrdý (h) – 48S/24Q/24D dvouhra • čtyřhra             | Ivan Dodig Marcelo Melo 2–6, 6–3, [10–5] | Vasek Pospisil Jack Sock          |                                   | Tomáš Berdych Rafael Nadal John Isner Richard Gasquet                |
| 9. listopadu  | žádná událost v turnajové listině                                                                                                 | žádná událost v turnajové listině        | žádná událost v turnajové listině | žádná událost v turnajové listině | žádná událost v turnajové listině                                    |
| 16. listopadu | Barclays ATP World Tour Finals Londýn, Velká Británie ATP World Tour Finals $7 000 000 – tvrdý (h) – 8S/8D (ZS) dvouhra • čtyřhra | Novak Djoković 6–3, 6–4                  | Roger Federer                     | Stan Wawrinka Rafael Nadal        | Základní skupina Andy Murray Tomáš Berdych David Ferrer Kei Nišikori |
| 16. listopadu | Barclays ATP World Tour Finals Londýn, Velká Británie ATP World Tour Finals $7 000 000 – tvrdý (h) – 8S/8D (ZS) dvouhra • čtyřhra | Jean-Julien Rojer Horia Tecău 6–4, 6–3   | Rohan Bopanna Florin Mergea       | Stan Wawrinka Rafael Nadal        | Základní skupina Andy Murray Tomáš Berdych David Ferrer Kei Nišikori |
| 23. listopadu | Davis Cup, finále Gent, Belgie – antuka (h)                                                                                       | Velká Británie 3–1                       | Belgie                            |                                   |                                                                      |

## Statistiky

### Premiérové a obhájené tituly

#### Premiérové tituly

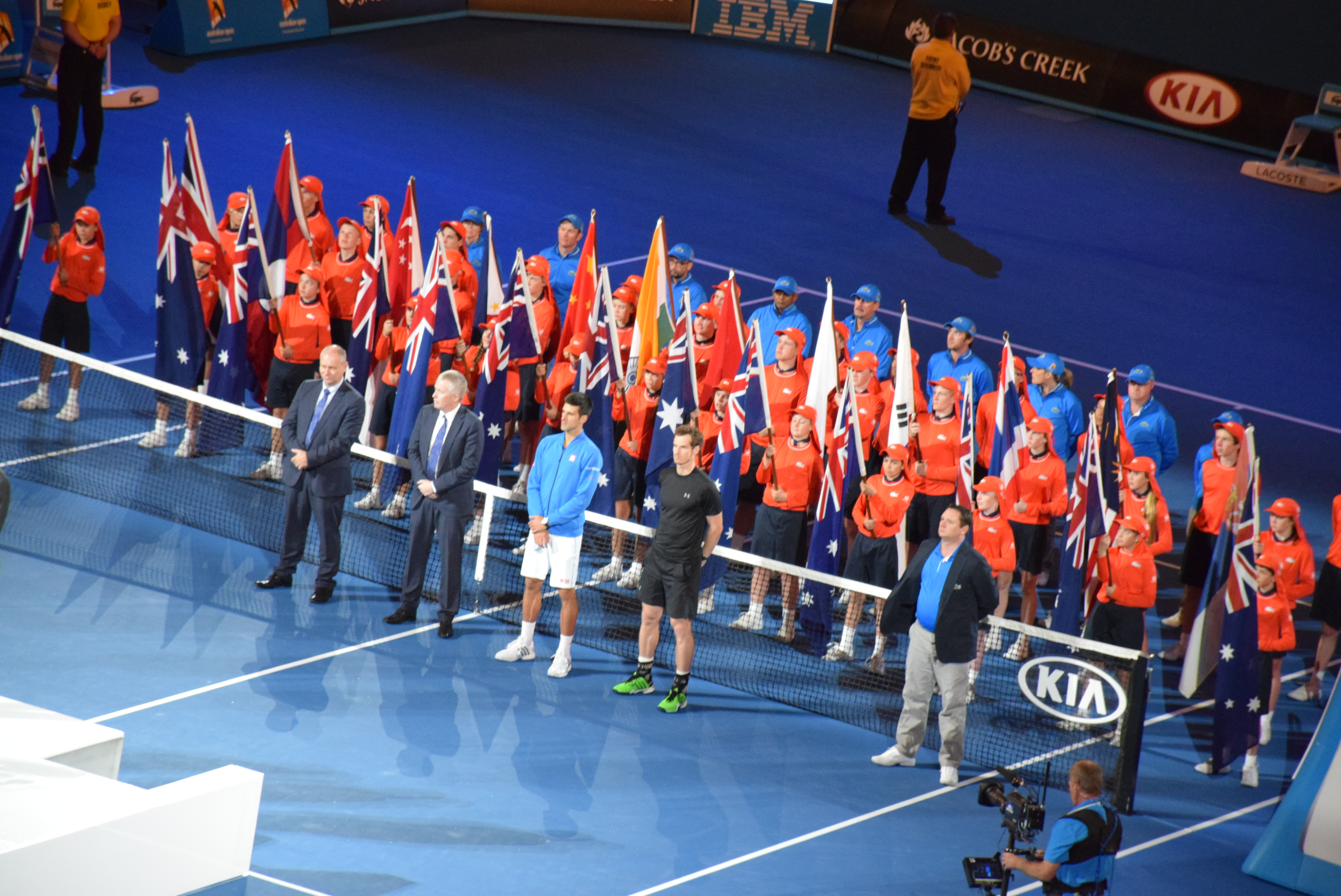
Na obrázku při slavnostním ceremoniálu Australian Open 2015 vítěz turnaje Novak Djoković a finalista Andy Murray

Hráči, kteří získali první titul ve dvouhře, ve čtyřhře nebo ve smíšené čtyřhře:
Dvouhra
- Jiří Veselý – Auckland (pavouk)
- Víctor Estrella Burgos – Quito (pavouk)
- Jack Sock – Houston (pavouk)
- Dominic Thiem – Nice (pavouk)
- Denis Istomin – Nottingham (pavouk)
- Benoît Paire – Båstad (pavouk)

Čtyřhra
- Gero Kretschmer – Quito (pavouk)
- Alexander Satschko – Quito (pavouk)
- Rameez Junaid – Casablanca (pavouk)
- Ričardas Berankis – Houston (pavouk)
- Teimuraz Gabašvili – Houston (pavouk)
- Marius Copil – Bukurešť (pavouk)
- Adrian Ungur – Bukurešť (pavouk)
- Radu Albot – Istanbul (pavouk)
- Dušan Lajović – Istanbul (pavouk)
- Mate Pavić – Nice (pavouk)
- Michael Venus – Nice (pavouk)
- Aleksandr Buryj – Gstaad (pavouk)
- Nicolás Almagro – Kitzbühel (pavouk)
- Andrej Rubljov – Moskva (pavouk)

#### Obhájené tituly
Hráči, kteří obhájili titul:
Dvouhra
- Stan Wawrinka – Čennaj (pavouk)
- Kei Nišikori – Memphis (pavouk), Barcelona (pavouk)
- Roger Federer – Dubaj (pavouk), Halle (pavouk), Cincinnati (pavouk), Basilej (pavouk)
- Novak Djoković – Indian Wells (pavouk), Miami (pavouk), Řím (pavouk), Wimbledon (pavouk), Peking (pavouk), Paříž (pavouk), Londýn (pavouk)
- Bernard Tomic – Bogotá (pavouk)
- John Isner – Atlanta (pavouk)
- Marin Čilić – Moskva (pavouk)
- Tomáš Berdych – Stockholm (pavouk)

Čtyřhra
- Daniel Nestor – Sydney (pavouk)
- Bob Bryan – Delray Beach (pavouk), Miami (pavouk), Monte Carlo (pavouk)
- Mike Bryan – Delray Beach (pavouk), Miami (pavouk), Monte Carlo (pavouk)
- Rohan Bopanna – Dubaj (pavouk)

### Premiérový průnik do Top 10
Hráči, kteří premiérově pronikli do první světové desítky žebříčku ATP:
Dvouhra
- Kevin Anderson (na 10. místo 12. října)

Čtyřhra
- Vasek Pospisil (na 8. místo 23. března)
- Jack Sock (na 10. místo 23. března)
- Simone Bolelli (na 10. místo 8. června)
- Fabio Fognini (na 9. místo 8. června)
- Florin Mergea (na 7. místo 13. července)
- John Peers (na 7. místo 14. září)
- Jamie Murray (na 8. místo 14. září)
- Pierre-Hugues Herbert (na 10. místo 14. září)

## Žebříček
Žebříček ATP Race určil hráče, kteří se kvalifikovali na Turnaj mistrů. Žebříček ATP a jeho konečné pořadí na konci sezóny byl sestaven na základě bodového hodnocení tenistů za posledních 52 týdnů.

### Dvouhra
Tabulky uvádí 20 nejvýše postavených hráčů na singlových žebříčcích Race a ATP ke konci sezóny 2015. Šedý podklad vlevo uvádí hráče kvalifikované na Turnaj mistrů.
| Žebříček ATP Race 16. listopadu 2015 | Žebříček ATP Race 16. listopadu 2015 | Žebříček ATP Race 16. listopadu 2015 | Žebříček ATP Race 16. listopadu 2015 |
| Poř.                                 | Hráč                                 | Body                                 | Tour                                 |
| ------------------------------------ | ------------------------------------ | ------------------------------------ | ------------------------------------ |
| 1.                                   | Novak Djoković (SRB)                 | 15 285                               | 17                                   |
| 2.                                   | Andy Murray (GBR)                    | 8 470                                | 19                                   |
| 3.                                   | Roger Federer (SUI)                  | 7 340                                | 17                                   |
| 4.                                   | Stan Wawrinka (SUI)                  | 6 500                                | 22                                   |
| 5.                                   | Rafael Nadal (ESP)                   | 4 630                                | 22                                   |
| 6.                                   | Tomáš Berdych (CZE)                  | 4 620                                | 21                                   |
| 7.                                   | David Ferrer (ESP)                   | 4 305                                | 19                                   |
| 8.                                   | Kei Nišikori (JPN)                   | 4 035                                | 20                                   |
| 9.                                   | Richard Gasquet (FRA)                | 2 850                                | 21                                   |
| 10.                                  | Jo-Wilfried Tsonga (FRA)             | 2 635                                | 18                                   |
| 11.                                  | John Isner (USA)                     | 2 495                                | 25                                   |
| 12.                                  | Kevin Anderson (RSA)                 | 2 475                                | 25                                   |
| 13.                                  | Marin Čilić (CRO)                    | 2 405                                | 22                                   |
| 14.                                  | Milos Raonic (CAN)                   | 2 170                                | 20                                   |
| 15.                                  | Gilles Simon (FRA)                   | 2 145                                | 24                                   |
| 16.                                  | David Goffin (BEL)                   | 1 805                                | 26                                   |
| 17.                                  | Feliciano López (ESP)                | 1 690                                | 26                                   |
| 18.                                  | Bernard Tomic (AUS)                  | 1 675                                | 29                                   |
| 19.                                  | Benoît Paire (FRA)                   | 1 633                                | 30                                   |
| 20.                                  | Dominic Thiem (AUT)                  | 1 600                                | 30                                   |

| 1.  | Novak Djoković (SRB)     | 16 585 |
| 2.  | Andy Murray (GBR)        | 8 945  |
| 3.  | Roger Federer (SUI)      | 8 265  |
| 4.  | Stan Wawrinka (SUI)      | 6 865  |
| 5.  | Rafael Nadal (ESP)       | 5 230  |
| 6.  | Tomáš Berdych (CZE)      | 4 620  |
| 7.  | David Ferrer (ESP)       | 4 305  |
| 8.  | Kei Nišikori (JPN)       | 4 235  |
| 9.  | Richard Gasquet (FRA)    | 2 850  |
| 10. | Jo-Wilfried Tsonga (FRA) | 2 635  |
| 11. | John Isner (USA)         | 2 495  |
| 12. | Kevin Anderson (RSA)     | 2 475  |
| 13. | Marin Čilić (CRO)        | 2 405  |
| 14. | Milos Raonic (CAN)       | 2 170  |
| 15. | Gilles Simon (FRA)       | 2 145  |
| 16. | David Goffin (BEL)       | 1 880  |
| 17. | Feliciano López (ESP)    | 1 690  |
| 18. | Bernard Tomic (AUS)      | 1 675  |
| 19. | Benoît Paire (FRA)       | 1 33   |
| 20. | Dominic Thiem (AUT)      | 1 600  |

#### Světové jedničky ve dvouhře
| Hráč                 | Datum nástupu     | Datum odchodu     |
| -------------------- | ----------------- | ----------------- |
| Novak Djoković (SRB) | konec sezóny 2014 | konec sezóny 2015 |

### Čtyřhra
Tabulky uvádí 10 nejvýše postavených párů na žebříčku Race, určující postup na Turnaj mistrů a 10 nejvýše postavených hráčů na žebříčku ATP ve čtyřhře ke konci sezóny 2015. Šedý podklad uvádí páry kvalifikované na Turnaj mistrů.

#### Žebříček čtyřhry
| Žebříček párů ATP Race 16. listopadu 2015 | Žebříček párů ATP Race 16. listopadu 2015       | Žebříček párů ATP Race 16. listopadu 2015 | Žebříček párů ATP Race 16. listopadu 2015 |
| Poř.                                      | dvojice                                         | bodů                                      | turnajů                                   |
| ----------------------------------------- | ----------------------------------------------- | ----------------------------------------- | ----------------------------------------- |
| 1.                                        | Jean-Julien Rojer (NED) Horia Tecău (ROU)       | 7 810                                     | 24                                        |
| 2.                                        | Bob Bryan (USA) Mike Bryan (USA)                | 6 865                                     | 22                                        |
| 3.                                        | Ivan Dodig (CRO) Marcelo Melo (BRA)             | 6 540                                     | 14                                        |
| 4.                                        | Jamie Murray (GBR) John Peers (AUS)             | 5 835                                     | 27                                        |
| 5.                                        | Simone Bolelli (ITA) Fabio Fognini (ITA)        | 5 095                                     | 16                                        |
| 6.                                        | Pierre-Hugues Herbert (FRA) Nicolas Mahut (FRA) | 4 965                                     | 16                                        |
| 8.                                        | Rohan Bopanna (IND) Florin Mergea (ROU)         | 4 435                                     | 16                                        |
| 7.                                        | Marcin Matkowski (POL) Nenad Zimonjić (SRB)     | 4 290                                     | 19                                        |
| 9.                                        | Vasek Pospisil (CAN) Jack Sock (USA)            | 3 420                                     | 12                                        |
| 10.                                       | Alexander Peya (AUT) Bruno Soares (BRA)         | 3 420                                     | 26                                        |

| Konečný žebříček ATP 7. prosince 2015 | Konečný žebříček ATP 7. prosince 2015 | Konečný žebříček ATP 7. prosince 2015 |
| Poř.                                  | hráč                                  | bodů                                  |
| ------------------------------------- | ------------------------------------- | ------------------------------------- |
| 1.                                    | Marcelo Melo (BRA)                    | 8 900                                 |
| 2.                                    | Horia Tecău (ROU)                     | 7 420                                 |
| 3.                                    | Jean-Julien Rojer (NED)               | 7 420                                 |
| 4.                                    | Bob Bryan (USA)                       | 6 770                                 |
| 5.                                    | Mike Bryan (USA)                      | 6 770                                 |
| 6.                                    | Ivan Dodig (CRO)                      | 6 685                                 |
| 7.                                    | Jamie Murray (GBR)                    | 5 840                                 |
| 8.                                    | John Peers (AUS)                      | 5 545                                 |
| 9.                                    | Rohan Bopanna (IND)                   | 5 530                                 |
| 10.                                   | Fabio Fognini (ITA)                   | 5 365                                 |
| 11.                                   | Florin Mergea (ROU)                   | 5 290                                 |
| 12.                                   | Nicolas Mahut (FRA)                   | 5 285                                 |
| 13.                                   | Simone Bolelli (ITA)                  | 5 230                                 |
| 14.                                   | Pierre-Hugues Herbert (FRA)           | 5 005                                 |
| 15.                                   | Nenad Zimonjić (SRB)                  | 4 590                                 |
| 16.                                   | Marcin Matkowski (POL)                | 4 290                                 |
| 17.                                   | Édouard Roger-Vasselin (FRA)          | 4 200                                 |
| 18.                                   | Daniel Nestor (CAN)                   | 4 180                                 |
| 19.                                   | Jack Sock (USA)                       | 4 030                                 |
| 20.                                   | Raven Klaasen (RSA)                   | 3 660                                 |

#### Světové jedničky ve čtyřhře
| Hráč               | Datum nástupu     | Datum odchodu     |
| ------------------ | ----------------- | ----------------- |
| Mike Bryan (USA)   | konec sezóny 2014 | 25. října 2015    |
| Bob Bryan (USA)    | konec sezóny 2014 | 1. listopadu 2015 |
| Marcelo Melo (BRA) | 2. listopadu 2015 | konec sezóny 2015 |

## Ukončení kariéry
Seznam uvádí tenisty (vítěze turnaje ATP, a/nebo ty, kteří byli klasifikováni alespoň jeden týden v Top 100 dvouhry a/nebo Top 100 čtyřhry žebříčku ATP), jež ohlásili ukončení profesionální kariéry, neodehráli za více než 52 uplynulých týdnů žádný turnaj, nebo jim byl uložen stálý zákaz hraní, a to v sezóně 2015:
- Mardy Fish (* 9. prosince 1981, Los Angeles, Spojené státy)[8]
- Robby Ginepri (* 7. října 1982, Acworth, Spojené státy)[9]
- Jan Hájek (* 7. srpna 1983, Olomouc, Československo)[10]
- Michael Lammer (* 25. března 1982, Dübendorf, Švýcarsko)[11]
- Jarkko Nieminen (* 23. července 1981, Masku, Finsko)[12]
- Wayne Odesnik (* 21. listopadu 1985, Johannesburg, Jihoafrická republika)[13]
- Michael Russell (* 1. května 1978, Detroit, Spojené státy)[14]
- 'Eduardo Schwank (* 23. dubna 1986, Santa Fe, Argentina)[15]
- Ryan Sweeting (* 14. července 1987, Nassau, Bahamy)[16]
- Danai Udomčoke (* 11. srpna 1981, Bangkok, Thajsko)[17]

## Návraty
- Andy Roddick (* 30. srpna 1982, Omaha, Spojené státy), bývalá singlová světová jednička se vrátila po boku krajana Mardy Fishe ve čtyřhře BB&T Atlanta Open 2015

## Rozpis zisku bodů
Tabulka přidělovaných bodů dle kategorií v sezóně 2015.
| ATP World Tour 2015                                                                                          | ATP World Tour 2015   | ATP World Tour 2015  | ATP World Tour 2015 | ATP World Tour 2015                                                                          | ATP World Tour 2015                                                                          | ATP World Tour 2015                                                                          | ATP World Tour 2015                                                                          | ATP World Tour 2015                                                                          | ATP World Tour 2015                                                                          | ATP World Tour 2015                                                                          | ATP World Tour 2015                                                                          | ATP World Tour 2015                                                                          | ATP World Tour 2015 | ATP World Tour 2015 |
| ↓kategorie / fáze→                                                                                           | vítězové              | finalistě            | semifinalistě       | čtvrtfinalistě                                                                               | 16 v kole                                                                                    | 32 v kole                                                                                    | 64 v kole                                                                                    | 128 v kole                                                                                   | QV                                                                                           | Q3                                                                                           | Q2                                                                                           | Q1                                                                                           |                     |                     |
| --- | --------------------- | -------------------- | ------------------- | -------------------------------------------------------------------------------------------- | -------------------------------------------------------------------------------------------- | -------------------------------------------------------------------------------------------- | -------------------------------------------------------------------------------------------- | -------------------------------------------------------------------------------------------- | -------------------------------------------------------------------------------------------- | -------------------------------------------------------------------------------------------- | -------------------------------------------------------------------------------------------- | -------------------------------------------------------------------------------------------- | ------------------- | ------------------- |
| Grand Slam (128S)                                                                                            | 2000                  | 1200                 | 720                 | 360                                                                                          | 180                                                                                          | 90                                                                                           | 45                                                                                           | 10                                                                                           | 25                                                                                           | 16                                                                                           | 8                                                                                            | 0                                                                                            |                     |                     |
| Grand Slam (64D)                                                                                             | 2000                  | 1200                 | 720                 | 360                                                                                          | 180                                                                                          | 90                                                                                           | 0                                                                                            | –                                                                                            | 25                                                                                           | –                                                                                            | 0                                                                                            | 0                                                                                            |                     |                     |
| ATP World Tour Finals (8S/8D)                                                                                | 1500 (max) 1100 (min) | 1000 (max) 600 (min) | 600 (max) 200 (min) | 200 za každou výhru v základní skupině, +400 za výhru v semifinále, +500 za výhru ve finále. | 200 za každou výhru v základní skupině, +400 za výhru v semifinále, +500 za výhru ve finále. | 200 za každou výhru v základní skupině, +400 za výhru v semifinále, +500 za výhru ve finále. | 200 za každou výhru v základní skupině, +400 za výhru v semifinále, +500 za výhru ve finále. | 200 za každou výhru v základní skupině, +400 za výhru v semifinále, +500 za výhru ve finále. | 200 za každou výhru v základní skupině, +400 za výhru v semifinále, +500 za výhru ve finále. | 200 za každou výhru v základní skupině, +400 za výhru v semifinále, +500 za výhru ve finále. | 200 za každou výhru v základní skupině, +400 za výhru v semifinále, +500 za výhru ve finále. | 200 za každou výhru v základní skupině, +400 za výhru v semifinále, +500 za výhru ve finále. |                     |                     |
| ATP World Tour Masters 1000 (96S)                                                                            | 1000                  | 600                  | 360                 | 180                                                                                          | 90                                                                                           | 45                                                                                           | 25                                                                                           | 10                                                                                           | 16                                                                                           | –                                                                                            | 8                                                                                            | 0                                                                                            |                     |                     |
| ATP World Tour Masters 1000 (56S/48S)                                                                        | 1000                  | 600                  | 360                 | 180                                                                                          | 90                                                                                           | 45                                                                                           | 10                                                                                           | –                                                                                            | 25                                                                                           | –                                                                                            | 16                                                                                           | 0                                                                                            |                     |                     |
| ATP World Tour Masters 1000 (32D/24D)                                                                        | 1000                  | 600                  | 360                 | 180                                                                                          | 90                                                                                           | 0                                                                                            | –                                                                                            | –                                                                                            | –                                                                                            | –                                                                                            | –                                                                                            | –                                                                                            |                     |                     |
| ATP World Tour 500 (48S)                                                                                     | 500                   | 300                  | 180                 | 90                                                                                           | 45                                                                                           | 20                                                                                           | 0                                                                                            | –                                                                                            | 10                                                                                           | –                                                                                            | 4                                                                                            | 0                                                                                            |                     |                     |
| ATP World Tour 500 (32S)                                                                                     | 500                   | 300                  | 180                 | 90                                                                                           | 45                                                                                           | 0                                                                                            | –                                                                                            | –                                                                                            | 20                                                                                           | –                                                                                            | 10                                                                                           | 0                                                                                            |                     |                     |
| ATP World Tour 500 (16D)                                                                                     | 500                   | 300                  | 180                 | 90                                                                                           | 0                                                                                            | –                                                                                            | –                                                                                            | –                                                                                            | 20                                                                                           | –                                                                                            | 0                                                                                            | 0                                                                                            |                     |                     |
| ATP World Tour 250 (56S/48S)                                                                                 | 250                   | 150                  | 90                  | 45                                                                                           | 20                                                                                           | 10                                                                                           | 0                                                                                            | –                                                                                            | 5                                                                                            | 3                                                                                            | 0                                                                                            | 0                                                                                            |                     |                     |
| ATP World Tour 250 (32S/28S)                                                                                 | 250                   | 150                  | 90                  | 45                                                                                           | 20                                                                                           | 0                                                                                            | –                                                                                            | –                                                                                            | 12                                                                                           | 6                                                                                            | 0                                                                                            | 0                                                                                            |                     |                     |
| ATP World Tour 250 (24D)                                                                                     | 250                   | 150                  | 90                  | 45                                                                                           | 20                                                                                           | 0                                                                                            | –                                                                                            | –                                                                                            | –                                                                                            | –                                                                                            | –                                                                                            | –                                                                                            |                     |                     |
| ATP World Tour 250 (16D)                                                                                     | 250                   | 150                  | 90                  | 45                                                                                           | 0                                                                                            | –                                                                                            | –                                                                                            | –                                                                                            | –                                                                                            | –                                                                                            | –                                                                                            | –                                                                                            |                     |                     |
| QV – vítěz kvalifikace, Q1–3 – 1. až 3. kolo kvalifikace, (xS/D) – „x“ počet hráčů dvouhry/čtyřhry v soutěži |                       |                      |                     |                                                                                              |                                                                                              |                                                                                              |                                                                                              |                                                                                              |                                                                                              |                                                                                              |                                                                                              |                                                                                              |                     |                     |